# 李葂
李葂（1705年—1755年）。字啸村，号磐寿、铁笛生等，安徽怀宁人，清代诗人、画家，扬州八怪之一。

## 生平
擅长画山水、翎毛和花卉，尤其以善画荷花闻名。